# Bragança (dynastia)
Bragança (wym. [bɾɐˈɣɐ̃sɐ], także Braganza) – portugalska dynastia królewska, panująca w latach 1640–1910 oraz w Brazylii od 1822 do 1889.

## Książęta
Dynastia wywodzi się z rodu książąt Bragança, bocznej linii dynastii Aviz. Pierwszym księciem Braganzy został w 1442 Alfons, książę Barcelos, młodszy syn króla Jana I, założyciela dynastii Aviz.
Ród szybko rósł w siłę. Pierwszy książę był najważniejszym doradcą swego nieletniego bratanka na tronie królestwa, Alfonsa V. Trzeci książę Bragança, Ferdynand II zginął z wyroku króla Jana II, który oskarżył go o zdradę po ujawnieniu korespondencji z królem Hiszpanii. Ziemie rodu zostały skonfiskowane, a Jaime (4-letniego syna Ferdynanda) wygnano do Kastylii. Następca Jana II, Manuel I Szczęśliwy w 1500 odwołał z wygnania swego krewnego, zwracając mu również tytuł i ziemie rodowe. Po powrocie Jaime rozkazał wznieść pałac w Vila Viçosa, który w XVII wieku stał się jedną z siedzib dynastii.
Szósty książę, Jan I poślubił księżniczkę Katarzynę, córkę księcia Guimarães Edwarda i Izabeli z Braganzów. Ojciec Katarzyny był młodszym bratem późniejszego króla Henryka I Kardynała. Z małżeństwa Jana i Katarzyny urodził się Teodozjusz II, siódmy książę, który zasłynął odwagą w bitwie pod Alcacer Quibir (1578), gdy miał jedynie 10 lat.
W 1580 na kardynale Henryku wygasła dynastia Aviz i kraj pozostał bez dziedzica korony. Własne prawa do tronu podniosła księżna Katarzyna, została jednak odrzucona jako kobieta. Mąż księżnej Jan także wywodził się z wygasłej dynastii. Jego praprababką była siostra króla Manuela I. Roszczenia do tronu wysunął jednak i hiszpański Filip II Habsburg, powołując się na prawa swej matki Izabeli Aviz –  córki Manuela I, a jednocześnie siostry zmarłego kardynała oraz Edwarda, ojca Katarzyny. Ostatecznie to on zasiadł na tronie jako Filip I.

## Królowie i cesarze
Założycielem dynastii na tronie portugalskim był wnuk Katarzyny, ósmy książę Bragança, Jan II – panujący w Portugalii jako Jan IV Odnowiciel. Zasiadł on na tronie wyniesiony przez lud w wyniku udanego antyhiszpańskiego powstania 1 grudnia 1640, które obaliło Filipa III Habsburga.
Po wstąpieniu Jana II na tron tytuł księcia Bragança (wymiennie z tytułem księcia Beiry) zaczęto nadawać następcom tronu portugalskiego (porównaj: książę Asturii, książę Walii).
W 1822 Piotr, dziedzic tronu portugalskiego i regent Brazylii ogłosił jej niepodległość i został koronowany na cesarza, tym samym wprowadzając dynastię na tron nowego państwa. Jego ojciec Jan VI zasiadał w tym czasie na tronie europejskiej metropolii. Ostatnim panującym z dynastii na tronie portugalskim była Maria II, córka Piotra.
W 1836 Maria wyszła za Ferdynanda, księcia Saksonii-Coburga-Gothy. Ich potomstwo dało początek portugalskiej linii Koburgów. Rodzina ta utrzymała nazwisko Braganza dla swych potomków.
W Brazylii kres panowaniu Braganzów położył przewrót wojskowy, który 15 listopada 1889 obalił liberalne cesarstwo Piotra II, syna Piotra I. Starszą córką Piotra II była Izabela Brazylijska, księżniczka cesarska, która wyszła za mąż za Gastona Orleańskiego, hrabiego d'Eu – od nich wywodzi się linia Orleans e Bragança.
W Portugalii koniec panowaniu Braganzów (z linii koburskiej) przyniosła rewolucja z 5 października 1910, po której król Manuel II abdykował i uciekł z rodziną do Wielkiej Brytanii. Zmarł w 1932.
```
Jan I Dobry
 (
1357
–
1433
), król Portugalii
x Inês Pires
│
└─>Alfons I (
1377
–
146
), książę Braganzy
  x Beatrycze Pereira de Alvim (zm. 
1420
)
  x Konstancja de Noronha (zm. 
1480
)
  │
  ├─>Alfons z Braganzy (1400-1460), 4 hrabia d’Ourém, 1 markiz de Valença
  │  x Brites de Sousa
  │  │
  │  └─>hrabiowie de Vimioso
  │
  ├─>Izabela (
1402
–
1465
)
  │  x Jan, infant portugalski (
1400
–
1442
), konstabl Portugalii
  │
  └─>Ferdynand I (
1403
–
1478
), książę Braganzy
     x Joanna de Castro (zm. 
1479
)
     │
     ├─>Ferdynand II (
1430
–
1483
), książę Braganzy
     │  x Eleonora de Menezes
     │  x Izabela Portugalska (
1459
–
1521
)
     │  │
     │  ├─>Filip (
1475
–
1483
), książę Guimarães
     │  │
     │  ├─>Jakub I (
1479
–
1532
), książę Braganzy
     │  │  x Eleonora de Mendoza (zm. 
1512
)
     │  │  x Joanna de Mendoza (zm. 
1580
)
     │  │  │
     │  │  ├─>Teodozjusz I (
1512
–
1563
), książę Braganzy
     │  │  │  x Izabela Lancaster (1514–1558)
     │  │  │  x Beatrycze Lancaster
     │  │  │  │
     │  │  │  └─>Jan I (
1547
–
1583
), książę Braganzy
     │  │  │     x Katarzyna, infanka portugalska (
1540
–
1614
)
     │  │  │     │
     │  │  │     ├─>Teodozjusz II (
1568
–
1630
), książę Braganzy
     │  │  │     │  x Anna de Velasco (zm. 
1607
)
     │  │  │     │  │
     │  │  │     │  └─>
Jan IV Szczęśliwy
 (
1604
–
1656
), książę Braganzy, król Portugalii
     │  │  │     │     x 
Ludwika de Guzman
 (
1613
–
1666
)
     │  │  │     │     │
     │  │  │     │     ├─>Teodozjusz III (
1634
–
1653
), książę Brazylii, książę Braganzy
     │  │  │     │     │
     │  │  │     │     ├─>
Katarzyna Bragança
 (
1638
–
1705
)
     │  │  │     │     │  x 
Karol II Stuart
 (
1630
–
1685
), król Anglii i Szkocji
     │  │  │     │     │
     │  │  │     │     ├─>
Alfons VI Zwycięski
 (
1643
–
1683
, król Portugalii
     │  │  │     │     │  x 
Maria Franciszka Sabaudzka
 (
1646
–
1683
)
     │  │  │     │     │
     │  │  │     │     └─>
Piotr II Spokojny
 (
1648
–
1706
), król Portugalii
     │  │  │     │        x 
Maria Franciszka Sabaudzka
 (
1646
–
1683
)
     │  │  │     │        x 
Maria Zofia von Pfalz-Neuburg
 (
1666
–
1699
)
     │  │  │     │        │
     │  │  │     │        ├─>Jan (
1688
–
1688
), książę Brazylii, książę Braganzy
     │  │  │     │        │
     │  │  │     │        ├─>
Jan V Wielkoduszny
 (
1689
–
1750
), król Portugalii
     │  │  │     │        │  x 
Maria Anna Habsburg
 (
1683
–
1754
)
     │  │  │     │        │  │
     │  │  │     │        │  ├─>Piotr (
1712
–
1714
), książę Brazylii, książę Braganzy
     │  │  │     │        │  │
     │  │  │     │        │  ├─>
Maria Barbara Portugalska
 (
1711
–
1758
)
     │  │  │     │        │  │  x 
Ferdynand VI Hiszpański
 (
1713
–
1759
), król Hiszpanii
     │  │  │     │        │  │
     │  │  │     │        │  ├─>
Józef I Reformator
 (
1714
–
1777
), król Portugalii
     │  │  │     │        │  │  x 
Marianna Wiktoria Burbon
 (
1718
–
1781
)
     │  │  │     │        │  │  │
     │  │  │     │        │  │  ├─>
Maria I (królowa Portugalii)
 (
1734
–
1816
), królowa Portugalii
     │  │  │     │        │  │  │  x 
Piotr III
 (
1717
–
1786
), infant portugalski oraz król małżonek Portugalii
     │  │  │     │        │  │  │
     │  │  │     │        │  │  └─>
Maria Franciszka Benedykta Portugalska
 (
1746
–
1829
), infant portugalski
     │  │  │     │        │  │     x 
Józef
 (
1761
–
1788
), książę Brazylii, książę Braganzy
     │  │  │     │        │  │
     │  │  │     │        │  └─>
Piotr III
 (
1717
–
1786
), infant portugalski oraz król małżonek Portugalii
     │  │  │     │        │     x 
Maria I (królowa Portugalii)
 (
1734
–
1816
), królowa Portugalii
     │  │  │     │        │     │
     │  │  │     │        │     ├─>
Józef
 (
1761
–
1788
), książę Brazylii, książę Braganzy
     │  │  │     │        │     │  x 
Maria Franciszka Benedykta Portugalska
 (
1746
–
1829
), infant portugalski
     │  │  │     │        │     │
     │  │  │     │        │     ├─>
Jan VI
 (
1767
–
1826
), książę Brazylii i Braganzy i Algarwy, król Portugalii, cesarz Brazylii
     │  │  │     │        │     │  x 
Karolina Joachima Burbon
 (
1775
–
1830
)
     │  │  │     │        │     │  │
     │  │  │     │        │     │  ├─>
Piotr I
 (
1798
–
1834
), król Portugalii, cesarz Brazylii
     │  │  │     │        │     │  │  x 
Maria Leopoldyna Habsburg
 (
1797
–
1826
)
     │  │  │     │        │     │  │  x 
Amalia de Beauharnais
 (
1812
–
1873
)
     │  │  │     │        │     │  │  │
     │  │  │     │        │     │  │  ├─>
Maria II (królowa Portugalii)
 (
1819
–
1853
), infantka portugalska, księżniczka Brazylii i Grão-Pará, królowa Portugalii
     │  │  │     │        │     │  │  │  x Auguste de Beauharnais (
1810
–
1835
), książę Leuchtemberg, książę de Santa Cruz
     │  │  │     │        │     │  │  │  x 
Ferdynand II Koburg
 (
1816
–
1885
), król małżonek Portugalii
     │  │  │     │        │     │  │  │  │
     │  │  │     │        │     │  │  │  └─>dom Kobursko-Bragancki (wymarł w 1932)
     │  │  │     │        │     │  │  │
     │  │  │     │        │     │  │  └─>
Piotr II
 (
1825
–
1891
), cesarz Brazylii
     │  │  │     │        │     │  │     x 
Teresa Burbon-Sycylijska
 (
1822
–
1889
)
     │  │  │     │        │     │  │     │
     │  │  │     │        │     │  │     ├─>Alfons (
1845
–
1847
), książę cesarski
     │  │  │     │        │     │  │     │
     │  │  │     │        │     │  │     ├─>
Izabela (I) Brazylijska
 (
1846
–
1921
), księżniczka cesarska
     │  │  │     │        │     │  │     │  x Gaston Orleański, hrabia d’Eu
     │  │  │     │        │     │  │     │  │
     │  │  │     │        │     │  │     │  └─>dom Orleańsko-Bragancki
     │  │  │     │        │     │  │     │
     │  │  │     │        │     │  │     └─>Piotr (
1848
–
1850
), książę cesarski
     │  │  │     │        │     │  │
     │  │  │     │        │     │  ├─>
Michał I Uzurpator
 (
1802
–
1866
), król Portugalii
     │  │  │     │        │     │  │  x Adelajda de Löwenstein-Wertheim-Rosemberg-Rochefort (
1831
–
1909
)
     │  │  │     │        │     │  │  │
     │  │  │     │        │     │  │  └─>
Michał (II) Bragança
 (
1853
–
1927
), książę Braganzy
     │  │  │     │        │     │  │     x 
Elżbieta Maria Thurn und Taxis
 (
1860
–
1881
)
     │  │  │     │        │     │  │     x Maria Teresa von Löwenstein-Wertheim-Rosenberg (
1870
–
1935
)
     │  │  │     │        │     │  │     │
     │  │  │     │        │     │  │     ├─>Michał (
1878
–
1923
), książę Viseu
     │  │  │     │        │     │  │     │  x Anita Stewart, księżniczka Braganzy
     │  │  │     │        │     │  │     │  │
     │  │  │     │        │     │  │     │  ├─>Jan (
1912
–
1991
)
     │  │  │     │        │     │  │     │  │  x Winifred Dodge Seyburn (ur. 
1917
)
     │  │  │     │        │     │  │     │  │  x Katarzyna King
     │  │  │     │        │     │  │     │  │  │
     │  │  │     │        │     │  │     │  │  └─>Michał Guillaume (ur. 1951)
     │  │  │     │        │     │  │     │  │     x Barbara Haliburton Fales (ur. 1955)
     │  │  │     │        │     │  │     │  │     │
     │  │  │     │        │     │  │     │  │     └─>Michał Samuel (ur. 1986)
     │  │  │     │        │     │  │     │  │
     │  │  │     │        │     │  │     │  └─>Michał (1915–1996)
     │  │  │     │        │     │  │     │
     │  │  │     │        │     │  │     ├─>Franciszek-Józef (
1879
–
1919
)
     │  │  │     │        │     │  │     │
     │  │  │     │        │     │  │     └─>
Duarte Nuno Bragança
 (
1907
–
1976
), książę Braganzy
     │  │  │     │        │     │  │        x Marie-Françoise, princesse d’Orléans-Bragance (
1914
–1968)
     │  │  │     │        │     │  │        │
     │  │  │     │        │     │  │        ├─>
Duarte Pio Bragança
 (
1945
), książę Braganzy
     │  │  │     │        │     │  │        │  x Izabela-Agnieszka de Castro Curvelo de Herédia (ur. 
1966
)
     │  │  │     │        │     │  │        │  │
     │  │  │     │        │     │  │        │  ├─>Alfons (ur. 
1996
), książę de Beira, książę de Barcelos
     │  │  │     │        │     │  │        │  │
     │  │  │     │        │     │  │        │  ├─>Maria-Franciszka (ur. 
1997
), infantka portugalska
     │  │  │     │        │     │  │        │  │
     │  │  │     │        │     │  │        │  └─>Denis (ur. 
1999
), książę de Porto
     │  │  │     │        │     │  │        │
     │  │  │     │        │     │  │        ├─>Michel (ur. 
1946
), książę de Viseu
     │  │  │     │        │     │  │        │
     │  │  │     │        │     │  │        └─>Henri (ur. 
1949
), książę de Coimbra
     │  │  │     │        │     │  │
     │  │  │     │        │     │  └─>Anne de Jésus Marie (
1806
–
1857
), infantka portugalska
     │  │  │     │        │     │     x Nuno José de Mendoça Rolim de Moura Barreto (
1804
–
1875
), książę de Loulm
     │  │  │     │        │     │
     │  │  │     │        │     └─>
Maria Anna Portugalska
 (1768–1788), infantka portugalska
     │  │  │     │        │        x 
Gabriel Burbon
 (
1752
–
1788
), infant hiszpański
     │  │  │     │        │        │
     │  │  │     │        │        └─>dom Bourbon-Bragancki (Borbón y Braganza), infanci hiszpańscy i portugalscy
     │  │  │     │        │           książęta de Marchena, de Durcal, d'Ansola i de Hernani
     │  │  │     │        │
     │  │  │     │        ├─>François (
1691
–
1742
), infant portugalski, książę de Beja
     │  │  │     │        │  x Mariana da Silveira
     │  │  │     │        │  │
     │  │  │     │        │  ├─>Piotr (
1725
–
1741
)
     │  │  │     │        │  │
     │  │  │     │        │  └─>Jan de Bemposta
     │  │  │     │        │     X Marguerite de Lorraine (
1713
–
1780
), księżna d’Abrantes
     │  │  │     │        │
     │  │  │     │        ├─>
Antoni Portugalski
 (
1695
–
1757
), infant portugalski
     │  │  │     │        │
     │  │  │     │        ├─>Manuel (
1697
–
1766
), infant portugalski
     │  │  │     │        │
     │  │  │     │        └─>Michał (
1699
–
1724
)
     │  │  │     │           │
     │  │  │     │           └─>descendance : Braganca, książęta de Lafões
     │  │  │     │
     │  │  │     └─>Edward (
1569
–
1627
), marquis de Flexilla
     │  │  │        │
     │  │  │        └─>ród Alvarez de Toledo y Portugal, markizowie de Xarandilla et de Flexilla (wymarli w 
1728
)
     │  │  │
     │  │  ├─>Izabela (
1512
–
1576
)
     │  │  │  X Edward, infant portugalski, książę Guimarães (zm. 
1540
)
     │  │  │
     │  │  └─>Konstantyn (1528–1575), wicekról Indii
     │  │
     │  └─>Dionizy (
1481
–
1516
)
     │     │
     │     ├─>Izabela  (1514–1558)
     │     │  x Teodozjusz I (
1512
–
1563
), książę Braganzy
     │     │
     │     └─>ród Portugal y Castro (wymarli w 
1694
)
     │
     ├─>Alvaro (1439–1504)
     │  │
     │  └─>ród Álvares Pereira de Melo, książęta de Cadaval
     │
     └─>Alphonse (1441–1483)
        │
        └─>panowie de Odemira, de Faro et de Vimioso (wymarli w 
1790
)
```